# ゴンサロ・ロドリゲス (レーサー)
ゴンサロ・ロドリゲス・ボグノーリ（Gonzalo Rodriguez Bognoli、1972年1月22日 - 1999年9月11日）は、ウルグアイ出身のレーシングドライバーである。

## 主な経歴
1988年から1994年までは地元やスペインのフォーミュラ・ルノーに参戦し、1995年からイギリスF3にステップアップ。ここでは目立ったような活躍は出来なかった。
1997年からは国際F3000に参戦。レッドマン&ブライトから参戦した初年度は、事故によりハーフレースとなった第4戦ニュルブルクリンクでの6位入賞1回・ランキング22位に留まった。しかし翌1998年よりアストロメガに移籍、第10戦スパ・フランコルシャン・最終戦ニュルブルクリンクで勝利を挙げるなど活躍し、ファン・パブロ・モントーヤ、ニック・ハイドフェルドに次いでランキングで3位となり、チームメイトのガストン・マッツァカーネ（入賞が6位2回でランキング19位）を圧倒した。
翌1999年もアストロメガから国際F3000に参戦した。この年はウェストのハイドフェルドが圧倒的な強さを見せたが、そんな中でも第2戦モナコで優勝、他にも2位2回などの活躍を見せ、新チームメイトのジャスティン・ウィルソンを圧倒、第9戦スパ終了時点ではランキング2位に位置していた。
国際F3000にレギュラー参戦していた一方で、チーム・ペンスキーからの誘いを受け、並行してCARTにもスポット参戦。第13戦デトロイトでは、初参戦ながら12位入賞を記録。これが評価されたのか、第17戦ラグナ・セカにもスポット参戦が決まったが、結果的にこれがロドリゲスの運命を決めることとなった。

## 事故死
ラグナセカの予選中、サーキットの難所として知られるコークスクリュー・コーナーを走行していた際、マシントラブルが発生。ロドリゲスのマシンは、そのままほぼフルスピードでコンクリートウォールに激突した後、飛び上がってウォールの反対側に裏返しで落下、ロドリゲスはこの事故で頭蓋骨骨折となり即死。27歳だった。

### 死後
CARTでは、事故直後の第18戦ヒューストンでは、ロドリゲスのマシンと写真が展示されるメモリアルサービスが行われた。この年のCARTは3戦後の最終戦フォンタナでも、グレッグ・ムーアが死亡する事故が発生しており、安全性に疑問符が打たれたシーズンとなった。
またレギュラー参戦していた国際F3000でも、死去直後の最終戦ニュルブクリンクでは、ステッカーを貼る等で哀悼の意を示すドライバーやチームが多数存在した。このレースで優勝したジェイソン・ワットがロドリゲスのポイントを上回り、最終的にはロドリゲスはランキング3位となった。シーズン終了後、そのワットがオートバイの事故で、長期間意識不明となり、再び衝撃が走ることとなった。

## レース戦績

### イギリス・フォーミュラ3選手権
| 年     | チーム                         | エンジン | クラス | 1      | 2        | 3        | 4       | 5     | 6     | 7       | 8       | 9       | 10      | 11       | 12       | 13     | 14     | 15      | 16     | 17     | 18    | 順位 | ポイント |
| ------ | ------------------------------ | -------- | ------ | ------ | -------- | -------- | ------- | ----- | ----- | ------- | ------- | ------- | ------- | -------- | -------- | ------ | ------ | ------- | ------ | ------ | ----- | ---- | -------- |
| 1995年 | アラン・ドッキング・レーシング | 三菱     | A      | SIL1 8 | SIL2 12  | THR1 Ret | THR2 10 | DON 3 | SIL 6 | SIL DSQ | DON1 10 | DON2 13 | OUL Ret | BRH1 Ret | BRH2 Ret | SNE1 9 | PEM1 9 | PEM2 11 | SIL1 5 | SIL2 7 | THR 9 | 12位 | 42       |
| 1996年 | アラン・ドッキング・レーシング | 無限     | A      | SIL1 8 | SIL2 Ret | THR 12   | DON 6   | BRH1  | BRH2  | OUL     | DON     | SIL     | THR     | SNE1     | SNE2     | PEM1   | PEM2   | ZAN1    | ZAN2   | SIL    |       | 14位 | 9        |

- 太字はポールポジション、斜字はファステストラップ。(key)

### 国際F3000選手権
| 年     | チーム                     | 1       | 2     | 3       | 4       | 5       | 6       | 7     | 8       | 9     | 10      | 11      | 12    | 順位 | ポイント |
| ------ | -------------------------- | ------- | ----- | ------- | ------- | ------- | ------- | ----- | ------- | ----- | ------- | ------- | ----- | ---- | -------- |
| 1997年 | レッドマン＆ブライト F3000 | SIL DNQ | PAU   | HEL Ret | NÜR 6   | PER Ret | HOC 17  | A1R 7 | SPA     | MUG 8 | JER Ret |         |       | 22位 | 0.5      |
| 1998年 | チーム・アストロメガ       | OSC Ret | IMO 3 | CAT 21  | SIL Ret | MON 2   | PAU Ret | A1R 4 | HOC 11  | HUN 7 | SPA 1   | PER Ret | NÜR 1 | 3位  | 33       |
| 1999年 | チーム・アストロメガ       | IMO 5   | MON 1 | CAT 2   | MAG Ret | SIL 15  | A1R DNQ | HOC 4 | HUN Ret | SPA 2 | NÜR     |         |       | 3位  | 27       |

- 太字はポールポジション、斜字はファステストラップ。(key)

### CART
| 年     | チーム             | シャシー       | エンジン   | 1   | 2   | 3   | 4   | 5   | 6   | 7   | 8   | 9   | 10  | 11  | 12  | 13     | 14  | 15  | 16  | 17     | 18  | 19  | 20  | 順位 | ポイント |
| ------ | ------------------ | -------------- | ---------- | --- | --- | --- | --- | --- | --- | --- | --- | --- | --- | --- | --- | ------ | --- | --- | --- | ------ | --- | --- | --- | ---- | -------- |
| 1999年 | チーム・ペンスキー | ローラ・B99/00 | メルセデス | MIA | TRM | LBH | NZR | RIO | STL | MIL | POR | CLE | ROA | TOR | MIS | DET 12 | MDO | CHI | VAN | LGA WD | HOU | SRF | FON | 32位 | 1        |

(key)